# Großer Preis von Belgien 1950
Der Große Preis von Belgien 1950 (offiziell Grand Prix Automobile de Belgique) fand am 18. Juni auf dem Circuit de Spa-Francorchamps in Spa (Belgien) statt und war das fünfte Rennen der Automobil-Weltmeisterschaft 1950.

## Berichte

### Hintergrund
Nach dem Großen Preis der Schweiz führte Giuseppe Farina in der Fahrerwertung mit sechs Punkten vor Luigi Fagioli und mit neun Punkten vor Juan Manuel Fangio und Johnnie Parsons. Der Kurs von Spa-Francorchamps wurde für den Grand Prix umgebaut. Der Kurs hatte nur noch eine langsame Kurve – die auch heute noch gefahrene La Sorce – alle anderen Kurven wurden begradigt und die Fahrbahn verbreitert.

### Training und Qualifying
Auf dem extrem schnellen Kurs waren die drei Alfa Romeo noch stärker favorisiert als bei den übrigen Rennen. So verwunderte es niemanden, dass sie die erste Startreihe bildeten, wobei Farina auf der Pole-Position stand – dank einer gegenüber Fangio gleich schnellen, aber zu einem früheren Zeitpunkt gefahrenen Zeit von 4:37,0 Minuten. Alberto Ascari tauchte erstmals mit dem nicht aufgeladenen 4,5l-Ferrari auf, konnte sich aber nur die siebte Zeit sichern. Teamkollege Luigi Villoresi im 1,5l-Ferrari mit Kompressor war zwei Sekunden schneller und sicherte sich einen Platz in der zweiten Reihe.

### Rennen
Am Start gingen Fangio und Farina erwartungsgemäß sofort in Führung. Villoresi gelang es jedoch, Fagioli für eine Runde vom dritten Platz zu verdrängen. Raymond Sommer war der beste Nicht-Alfa Romeo und verdrängte zunächst Villoresi von vierten Platz und übernahm sogar für fünf Runden die Führung, als die Alfa Romeo nacheinander an die Box mussten, um nachzutanken. Der hohe Treibstoffverbrauch war die Achillesferse der ansonsten haushoch überlegenen Fahrzeuge, sie mussten während eines Grand Prix im Gegensatz zu den Mitbewerbern zwei Mal tanken. So kam es, dass Sommer immer noch vor dem dritten Alfa Romeo lag, als sein Motor in der 20. Runde kaputt ging. Den sicher geglaubten Dreifacherfolg verloren die Mailänder jedoch in den letzten Runden als Farina mit fallendem Öldruck die Boxen anlaufen musste und so noch von Louis Rosier abgefangen wurde.
In der Fahrerwertung blieben die ersten drei Positionen unverändert.

## Meldeliste
| Team                       | Nr. | Fahrer                | Chassis             | Motor      | Reifen |
| -------------------------- | --- | --------------------- | ------------------- | ---------- | ------ |
| Ferrari                    | 02  | Luigi Villoresi       | Ferrari 125F1       | Ferrari    | P      |
| Ferrari                    | 04  | Alberto Ascari        | Ferrari 275F1       | Ferrari    | P      |
| Team Raymond Sommer        | 06  | Raymond Sommer        | Talbot-Lago T26C    | Talbot     | D      |
| Alfa Romeo                 | 08  | Giuseppe Farina       | Alfa Romeo Tipo 158 | Alfa Romeo | P      |
| Alfa Romeo                 | 10  | Juan Manuel Fangio    | Alfa Romeo Tipo 158 | Alfa Romeo | P      |
| Alfa Romeo                 | 12  | Luigi Fagioli         | Alfa Romeo Tipo 158 | Alfa Romeo | P      |
| Automobiles Talbot-Darracq | 14  | Louis Rosier          | Lago-Talbot T26C-DA | Talbot     | D      |
| Automobiles Talbot-Darracq | 16  | Philippe Étancelin    | Lago-Talbot T26C-DA | Talbot     | D      |
| Automobiles Talbot-Darracq | 18  | Yves Giraud-Cabantous | Lago-Talbot T26C-DA | Talbot     | D      |
| Ecurie Lutetia             | 20  | Eugène Chaboud        | Talbot-Lago T26C    | Talbot     | D      |
| Team Pierre Levegh         | 22  | Pierre Levegh         | Talbot-Lago T26C    | Talbot     | D      |
| Ecurie Belge               | 24  | Johnny Claes          | Talbot-Lago T26C    | Talbot     | D      |
| Team Geoffrey Crossley     | 26  | Geoffrey Crossley     | Alta GP             | Alta       | D      |
| Team Antonio Branca        | 30  | Antonio Branca        | Maserati 4CL        | Maserati   | P      |

## Klassifikation

### Startaufstellung
| Pos. | Fahrer                | Konstrukteur | Zeit       | Startreihe |
| ---- | --------------------- | ------------ | ---------- | ---------- |
| 01   | Giuseppe Farina       | Alfa Romeo   | 4:37,0     | 01         |
| 02   | Juan Manuel Fangio    | Alfa Romeo   | 4:37,0     | 01         |
| 03   | Luigi Fagioli         | Alfa Romeo   | 4:41,0     | 01         |
| 04   | Luigi Villoresi       | Ferrari      | 4:47,0     | 02         |
| 05   | Raymond Sommer        | Talbot-Lago  | 4:47,0     | 02         |
| 06   | Philippe Étancelin    | Talbot-Lago  | 4:49,0     | 03         |
| 07   | Alberto Ascari        | Ferrari      | 4:52,0     | 03         |
| 08   | Louis Rosier          | Talbot-Lago  | 4:53,0     | 03         |
| 09   | Yves Giraud-Cabantous | Talbot-Lago  | 4:56,0     | 04         |
| 10   | Pierre Levegh         | Talbot-Lago  | 5:01,0     | 04         |
| 11   | Eugène Chaboud        | Talbot-Lago  | 5:13,0     | 05         |
| 12   | Geoffrey Crossley     | Alta         | 5:44,0     | 05         |
| 13   | Antonio Branca        | Maserati     | 5:45,0     | 05         |
| 14   | Johnny Claes          | Talbot-Lago  | keine Zeit | 06         |

### Rennen
| Pos. | Fahrer                | Konstrukteur | Runden | Zeit       | Start | schnellste Runde |
| ---- | --------------------- | ------------ | ------ | ---------- | ----- | ---------------- |
| 01   | Juan Manuel Fangio    | Alfa Romeo   | 35     | 2:47:26,0  | 02    |                  |
| 02   | Luigi Fagioli         | Alfa Romeo   | 35     | + 14,0     | 03    |                  |
| 03   | Louis Rosier          | Talbot-Lago  | 35     | + 2:19,0   | 08    |                  |
| 04   | Giuseppe Farina       | Alfa Romeo   | 35     | + 4:05,0   | 01    | 4:34,1 (18.)     |
| 05   | Alberto Ascari        | Ferrari      | 34     | + 1 Runde  | 07    |                  |
| 06   | Luigi Villoresi       | Ferrari      | 33     | + 2 Runden | 04    |                  |
| 07   | Pierre Levegh         | Talbot-Lago  | 33     | + 2 Runden | 10    |                  |
| 08   | Johnny Claes          | Talbot-Lago  | 32     | + 3 Runden | 14    |                  |
| 09   | Geoffrey Crossley     | Alta         | 30     | + 5 Runden | 12    |                  |
| 10   | Antonio Branca        | Maserati     | 29     | + 6 Runden | 11    |                  |
| –    | Eugène Chaboud        | Talbot-Lago  | 22     | DNF        | 13    |                  |
| –    | Raymond Sommer        | Talbot-Lago  | 20     | DNF        | 05    |                  |
| –    | Philippe Étancelin    | Talbot-Lago  | 15     | DNF        | 06    |                  |
| –    | Yves Giraud-Cabantous | Talbot-Lago  | 2      | DNF        | 09    |                  |

## WM-Stand nach dem Rennen
Die ersten fünf bekamen 8, 6, 4, 3 bzw. 2 Punkte; einen Punkt gab es für die schnellste Runde. Es zählten nur die vier besten Ergebnisse aus sieben Rennen.

### Fahrerwertung
| Pos. | Fahrer                  | Konstrukteur             | Punkte |
| ---- | ----------------------- | ------------------------ | ------ |
| 01   | Giuseppe Farina         | Alfa Romeo               | 22     |
| 02   | Luigi Fagioli           | Alfa Romeo               | 18     |
| 03   | Juan Manuel Fangio      | Alfa Romeo               | 17     |
| 04   | Louis Rosier            | Talbot-Lago              | 10     |
| 05   | Johnnie Parsons         | Kurtis Kraft-Offenhauser | 9      |
| 06   | Alberto Ascari          | Ferrari                  | 8      |
| 07   | Prinz Bira              | Maserati                 | 5      |
| 08   | Bill Holland            | Deidt-Offenhauser        | 4      |
| 09   | Reg Parnell             | Alfa Romeo               | 4      |
| 10   | Louis Chiron            | Maserati                 | 4      |
| 11   | Mauri Rose              | Deidt-Offenhauser        | 4      |
| 12   | Yves Giraud-Cabantous   | Talbot-Lago              | 3      |
| 13   | Raymond Sommer          | Talbot-Lago / Ferrari    | 3      |
| 14   | Felice Bonetto          | Maserati                 | 2      |
| 15   | Cecil Green             | Kurtis Kraft-Offenhauser | 2      |
| 16   | Joie Chitwood           | Kurtis Kraft-Offenhauser | 1      |
| 17   | Tony Bettenhausen       | Kurtis Kraft-Offenhauser | 1      |
| 18   | Luigi Villoresi         | Ferrari                  | 0      |
| 19   | Bob Gerard              | ERA                      | 0      |
| 20   | Pierre Levegh           | Talbot-Lago              | 0      |
| 21   | Emmanuel de Graffenried | Maserati                 | 0      |

| Pos. | Fahrer                | Konstrukteur             | Punkte |
| ---- | --------------------- | ------------------------ | ------ |
| 22   | Cuth Harrison         | ERA                      | 0      |
| 23   | Nello Pagani          | Maserati                 | 0      |
| 24   | Johnny Claes          | Talbot-Lago              | 0      |
| 25   | Harry Schell          | Talbot-Lago / Cooper-JAP | 0      |
| 26   | Geoff Crossley        | Alta                     | 0      |
| 27   | Philippe Étancelin    | Talbot-Lago              | 0      |
| 28   | Antonio Branca        | Maserati                 | 0      |
| 29   | David Hampshire       | Maserati                 | 0      |
| 30   | Joe Fry               | Maserati                 | 0      |
| 31   | Brian Shawe-Taylor    | Maserati                 | 0      |
| –    | Joe Kelly             | Alta                     | 0      |
| –    | David Murray          | Maserati                 | 0      |
| –    | Eugène Martin         | Talbot-Lago              | 0      |
| –    | Peter Walker          | ERA                      | 0      |
| –    | Tony Rolt             | ERA                      | 0      |
| –    | Leslie Johnson        | ERA                      | 0      |
| –    | José Froilán González | Maserati                 | 0      |
| –    | Robert Manzon         | Simca-Gordini            | 0      |
| –    | Maurice Trintignant   | Simca-Gordini            | 0      |
| –    | Franco Rol            | Maserati                 | 0      |
| –    | Eugène Chaboud        | Talbot-Lago              | 0      |